# 人民选举运动 (委内瑞拉)
人民选举运动（西班牙語：Movimiento Electoral del Pueblo，缩写为MEP）是委内瑞拉的一个左翼政党。该党成立于1967年12月10日，分裂自民主行动。2007年，该党曾计划加入委内瑞拉统一社会主义党，但最终没有实行。该党的意识形态是社会主义、左翼民族主义。该党的领袖是Luis Beltrán Prieto Figueroa。该党的总部位于加拉加斯。该党是西蒙·玻利瓦尔大爱国极点、拉美加勒比政党常设会议和拉美社会主义协调的成员。